# Kokoszki
Kokoszki (in tedesco: Kokoschken) è una frazione di Danzica, situata nella parte sud-occidentale della città.